# Nazionale di bob dell'Argentina
La nazionale di bob dell'Argentina è la selezione che rappresenta l'Argentina nelle competizioni internazionali di bob.
La squadra ha preso parte a quattro edizioni dei Giochi olimpici invernali.

## Storia

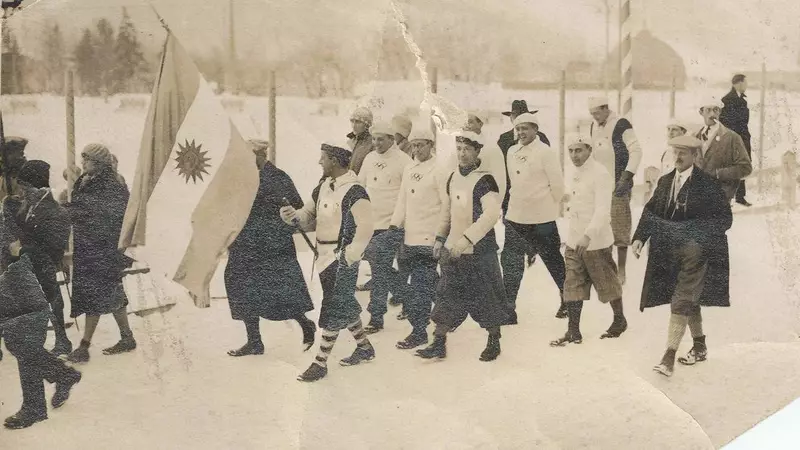
La delegazione argentina alle Olimpiadi di

I bobbisti argentini debuttarono alle Olimpiadi di Sankt Moritz 1928 con dieci atleti divisi in due equipaggi che furono la rivelazione dell'evento: nella prima manche fecero registrare rispettivamente il terzo e ottavo tempo, mentre nella seconda ed ultima manche furono sesti e terzi, il che portò i sudamericani ad occupare il 4º e 5º posto della classifica finale, mancando il podio per appena 0,7 e 1 secondo rispettivamente. Tuttora costituiscono i migliori risultati in assoluto conseguiti da atleti latinoamericani alle Olimpiadi invernali.
Ai Giochi di Sankt Moritz 1948 gli argentini tornarono con un equipaggio di bob a due (15º posto, ultimi) e un bob a quattro (12º posto).
Il bob a quattro argentino conquistò l'8º piazzamento ai Giochi di Oslo 1952, mentre l'ultima apparizione fu alle Olimpiadi di Innsbruck 1964, con un 16º posto nel bob a quattro e un piazzamento al 18º e 19º posto (ultimi) nel bob a due.
Nel 2014 gli italiani Michele Menardi di Cortina d'Ampezzo (già campione italiano di bob nel 2011) e Federico Comel di Polcenigo furono contattati dalla Federazione argentina per partecipare alla Coppa del Mondo con la squadra sudamericana, con cui vinsero a dicembre la gara di Igls. Nel 2015 l'avvocato Federico Steinmann di Grenoble spese 20.000 euro per acquistare bob e attrezzature, con cui partecipò ad alcune gare di Coppa Europa insieme a Gauthier Curtius, Robin Recordon e Kevin Koslowsky fino al 2018.

## Partecipazione ai giochi olimpici invernali

### Bob a quattro uomini
| Anno | Città      | classifica | Composizione |
| ---- | ---------- | ---------- | --- |
| 1928 | St. Moritz | 4° 5°      | Arturo Gramajo, Ricardo González, Mariano de María, Rafael Iglesias, John Victor Nash Eduardo Hope, Jorge del Carril, Héctor Milberg, Horacio Iglesias, Horacio Gramajo |
| 1948 | St. Moritz | 12°        | Justo del Carril, Salvador Correa, Marcello de Ridder, Héctor Tomasi |
| 1952 | Oslo       | 8°         | Carlos Tomasi, Robert Bordeu, Carlos Sareisian, Héctor Tomasi |
| 1964 | Innsbruck  | 16°        | Héctor Tomasi, Carlos Alberto Tomasi, Hernán Agote, Fernando Rodríguez                                                                                                  |

### Bob a due uomini
| Anno | Città      | classifica | Composizione                                                        |
| ---- | ---------- | ---------- | ------------------------------------------------------------------- |
| 1948 | St. Moritz | 15°        | Marcello de Ridder, Héctor Tomasi                                   |
| 1964 | Innsbruck  | 18° 19°    | Héctor Tomasi, Fernando Rodríguez Roberto José Bordeu, Hernán Agote |